# Grande Prêmio dos Estados Unidos de 2015
O Grande Prêmio dos Estados Unidos de 2015 (formalmente denominado 2015 Formula 1 United States Grand Prix) foi uma corrida de Fórmula 1 disputada em 25 de outubro de 2015 no Circuito das Américas, Austin, Estados Unidos. Foi a décima sexta etapa da temporada de 2015.
O primeiro treino livre começou com pista molhada e o segundo treino foi cancelado.
Ainda devido a chuva, o treino classificatório realizado na manhã de domingo, porém o Q3 foi cancelado.
O inglês Lewis Hamilton, da Mercedes, venceu a corrida e se sagrou tricampeão mundial e iguala o número de títulos de Jack Brabham, Jackie Stewart, Niki Lauda, Nelson Piquet e de seu grande ídolo Ayrton Senna.

## Pneus
- Commons
- Wikinotícias

| Nome do composto | Cor | Banda de rolamento | Condições de Tempo | Dry Type                           | Aderência | Longevidade |
| ---------------- | --- | ------------------ | ------------------ | ---------------------------------- | --------- | ----------- |
| Macio            |     | Slick (P Zero)     | Seco               | Soft                               | Médio     | Médio       |
| Médio            |     | Slick (P Zero)     | Seco               | Medium                             | Médio     | Médio       |
| Intermediário    |     | Sulcos (Cinturato) | Molhado            | Intermediate (água não estagnante) | x         | x           |
| Chuva            |     | Sulcos (Cinturato) | Molhado            | Wet (água estagnante)              | x         | x           |

## Resultados

### Treino classificatório
| Pos.                     | Nº | Piloto           | Construtor             | Q1       | Q21      | Grid |
| ------------------------ | -- | ---------------- | ---------------------- | -------- | -------- | ---- |
| 1                        | 6  | Nico Rosberg     | Mercedes               | 1:56.671 | 1:56.824 | 1    |
| 2                        | 44 | Lewis Hamilton   | Mercedes               | 1:56.871 | 1:56.929 | 2    |
| 3                        | 3  | Daniel Ricciardo | Red Bull-Renault       | 1:56.495 | 1:57.969 | 3    |
| 4                        | 26 | Daniil Kvyat     | Red Bull-Renault       | 1:57.640 | 1:58.434 | 4    |
| 5                        | 5  | Sebastian Vettel | Ferrari                | 2:00.950 | 1:58.596 | 14 1 |
| 6                        | 11 | Sergio Pérez     | Force India-Mercedes   | 1:59.284 | 1:59.210 | 5    |
| 7                        | 27 | Nico Hülkenberg  | Force India-Mercedes   | 1:58.325 | 1:59.333 | 6    |
| 8                        | 7  | Kimi Räikkönen   | Ferrari                | 1:58.198 | 1:59.703 | 18 2 |
| 9                        | 19 | Felipe Massa     | Williams-Mercedes      | 2:00.902 | 1:59.999 | 7    |
| 10                       | 33 | Max Verstappen   | Toro Rosso-Renault     | 1:58.689 | 2:00.199 | 8    |
| 11                       | 14 | Fernando Alonso  | McLaren-Honda          | 1:59.704 | 2:00.265 | 9    |
| 12                       | 77 | Valtteri Bottas  | Williams-Mercedes      | 1:59.569 | 2:00.334 | 15 3 |
| 13                       | 8  | Romain Grosjean  | Lotus-Mercedes         | 2:00.236 | 2:00.595 | 10   |
| 14                       | 22 | Jenson Button    | McLaren-Honda          | 2:00.261 | 2:01.193 | 11   |
| 15                       | 13 | Pastor Maldonado | Lotus-Mercedes         | 2:00.844 | 2:01.604 | 12   |
| 16                       | 9  | Marcus Ericsson  | Sauber-Ferrari         | 2:02.212 |          | 13   |
| 17                       | 12 | Felipe Nasr      | Sauber-Ferrari         | 2:03.194 |          | 16   |
| 18                       | 53 | Alexander Rossi  | Manor Marussia-Ferrari | 2:04.176 |          | 17   |
| 19                       | 28 | Will Stevens     | Manor Marussia-Ferrari | 2:04.526 |          | 19   |
| Tempo dos 107%: 2:04.653 |    |                  |                        |          |          |      |
| 20                       | 55 | Carlos Sainz Jr. | Toro Rosso-Renault     | 2:07.304 |          | 20   |
| Fonte:                   |    |                  |                        |          |          |      |

Notas
↑1  - A terceira parte do treino classificatório, o Q3, foi cancelada devido a forte chuva.
↑2  - Sebastian Vettel e Kimi Räikkönen, ambos da Ferrari, perderam dez posições no grid por troca da unidade de potência.
↑3  - Valtteri Bottas perdeu cinco posições no grid por troca de câmbio.

### Corrida
| Pos.   | Nu. | Piloto           | Construtor             | Voltas | Tempo/Retirado | Grid | Pontos |
| ------ | --- | ---------------- | ---------------------- | ------ | -------------- | ---- | ------ |
| 1      | 44  | Lewis Hamilton   | Mercedes               | 56     | 1:50:52.703    | 2    | 25     |
| 2      | 6   | Nico Rosberg     | Mercedes               | 56     | +2.850         | 1    | 18     |
| 3      | 5   | Sebastian Vettel | Ferrari                | 56     | +3.381         | 13   | 15     |
| 4      | 33  | Max Verstappen   | Toro Rosso-Renault     | 56     | +22.359        | 8    | 12     |
| 5      | 11  | Sergio Perez     | Force India-Mercedes   | 56     | +24.413        | 5    | 10     |
| 6      | 22  | Jenson Button    | McLaren-Honda          | 56     | +28.058        | 11   | 8      |
| 7      | 55  | Carlos Sainz Jr. | Toro Rosso-Renault     | 56     | +30.619        | 20   | 6      |
| 8      | 13  | Pastor Maldonado | Lotus-Mercedes         | 56     | +32.273        | 12   | 4      |
| 9      | 12  | Felipe Nasr      | Sauber-Ferrari         | 56     | +40.257        | 15   | 2      |
| 10     | 3   | Daniel Ricciardo | Red Bull-Renault       | 56     | +53.371        | 3    | 1      |
| 11     | 14  | Fernando Alonso  | McLaren-Honda          | 56     | +54.816        | 9    |        |
| 12     | 53  | Alexander Rossi  | Manor Marussia-Ferrari | 56     | +1:15.277      | 17   |        |
| Ret    | 26  | Daniil Kvyat     | Red Bull-Renault       | 41     | Acidente       | 4    |        |
| Ret    | 27  | Nico Hulkenberg  | Force India-Mercedes   | 35     | Colisão        | 6    |        |
| Ret    | 9   | Marcus Ericsson  | Sauber-Ferrari         | 26     | Pane elétrica  | 14   |        |
| Ret    | 7   | Kimi Räikkönen   | Ferrari                | 25     | Acidente       | 18   |        |
| Ret    | 19  | Felipe Massa     | Williams-Mercedes      | 23     | Suspensão      | 7    |        |
| Ret    | 8   | Romain Grosjean  | Lotus-Mercedes         | 10     | Colisão        | 10   |        |
| Ret    | 77  | Valtteri Bottas  | Williams-Mercedes      | 5      | Suspensão      | 16   |        |
| Ret    | 28  | Will Stevens     | Manor Marussia-Ferrari | 1      | Colisão        | 19   |        |
| Fonte: |     |                  |                        |        |                |      |        |

## Tabela do campeonato após a corrida
Somente as cinco primeiras posições estão incluídas nas tabelas.
| Pos | Piloto           | Pontos | Var |
| --- | ---------------- | ------ | --- |
| 1   | Lewis Hamilton   | 327    | 0   |
| 2   | Sebastian Vettel | 251    | 0   |
| 3   | Nico Rosberg     | 247    | 0   |
| 4   | Kimi Räikkönen   | 123    | 0   |
| 5   | Valtteri Bottas  | 111    | 0   |

| Pos | Construtor           | Pontos | Var |
| --- | -------------------- | ------ | --- |
| 1   | Mercedes             | 574    | 0   |
| 2   | Ferrari              | 374    | 0   |
| 3   | Williams-Mercedes    | 220    | 0   |
| 4   | Red Bull-Renault     | 150    | 0   |
| 5   | Force India-Mercedes | 102    | 0   |

|  |              |
|  | Campeão      |
|  | Vice-Campeão |